# Serviço Autônomo de Água e Esgoto

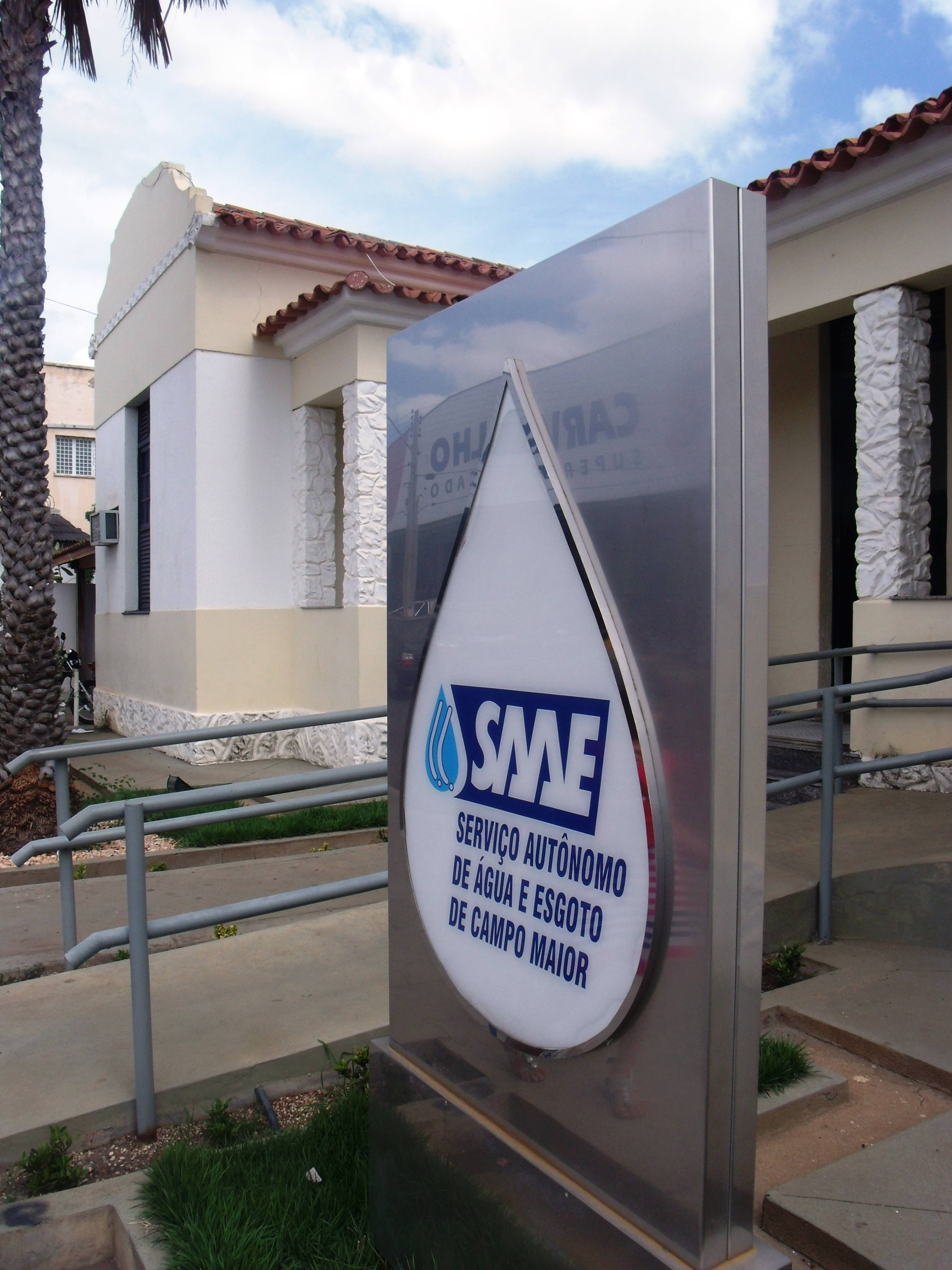
Imagem do SAAE de Campo Maior, Piauí, Brasil

O Serviço Autônomo de Água e Esgoto (SAAE) é um tipo de autarquia existente no Brasil à qual a administração direta outorga os serviços públicos de saneamento básico, notadamente o abastecimento de água e o tratamento de esgoto.

## Histórico
SAAEs são presentes na estrutura administrativa de parte considerável dos municípios brasileiros e foram criados por volta do início da segunda metade do século XX, e, na maioria dos casos, a criação dos SAAEs era advinda de programas de saneamento do Ministério da Saúde. Na década de 1960, muitos foram geridos em parceria com a Fundação Serviços de Saúde Pública (FSESP), entidade que foi fundida à FUNASA.
Como exemplos existem Serviço Autônomo de Água e Esgoto de Guarulhos, Serviço Autônomo de Água e Esgoto de Salto, Serviço Autônomo de Água e Esgoto de São Carlos, Serviço Autônomo de Água e Esgoto de Sorocaba e Sistema Autônomo de Água e Esgoto de Oeiras (criado pela lei municipal de número 1.826, de 10 de agosto de 2017).
Alguns SAAEs de alguns municípios não aceitam pagamento dos boletos por meio de Casas Lotérica ou internet banking, o que para os dias de hoje pode ser uma dificuldade ou um lado negativo para o consumidor que precisam se deslocar até uma agência do SAAE.